# Бурначка
Бурначка — река в Тамбовской области России. Устье реки находится на 184-м км правого берега реки Савала.
Длина реки составляет 57 км, площадь водосборного бассейна — 585 км².

## Данные водного реестра
По данным государственного водного реестра России относится к Донскому бассейновому округу, водохозяйственный участок реки — Савала, речной подбассейн реки — Хопёр. Речной бассейн реки — Дон (российская часть бассейна).
Код объекта в государственном водном реестре — 05010200312107000007133.

## Притоки
Основные притоки (расстояние от устья):
- 7,1 км: река Малая Бурначка
- 14 км: река Ящерка